# Lill-Märet Jonsdotter
Lill-Märet Jonsdotter, född 1652, död i Älvdalen 1672, var en svensk som blev avrättad för häxeri. Hon var en av de som avrättades i häxprocessen i Älvdalen under det stora oväsendet.
Lill-Märet Jonsdotter i Bäcken var yngre syster till Stor-Märet, och äldre syster till Jon Jonsson i Bäcken, 15 år och Olof Jonsson i Bäcken, 17 år. 
När Gertrud Svensdotter år 1668 anklagade Stor-Märet för att ha fört henne till Blåkulla, vittnade även Stor-Märets yngre syskon mot henne, och påstod att hon hade fört även dem till Blåkulla. De bekände att de hade besökt Blåkulla och själva utövat trolldom. 
Lill-Märet och hennes bröder dömdes, liksom andra barnvittnen, år 1669 till att tuktas med ris. Hennes äldre syster Stor-Märet, som vägrat bekänna, fick sin dom uppskjuten och kvarblev i fängelse. 
Lill-Märet tycks sedan den första häxprocessen ha drabbats av psykiska problem. Hon anmäldes själv för häxeri några år senare. Hennes fall kom därför upp till rätten vid ungefär samma tid som hennes äldre systers fall återupptogs. 
Lill-Märet uppgav frivilligt att hon sedan den förra processen hade återupptagit sina färder till Blåkulla på Satans förfrågan, och nu hade fått ett smörjhorn av Satan så att hon numera kunde flyga dit som fullvärdig häxa och själv fört dit sin lillebror, och att hon även haft samlag med Satan: 
"(2) Lilla Märet Jonsdotter i Bäcken och en piga om sina 19 år som tillika med sina två bröder, Jon och Olof Jonsson, anno 1669 den 27 juni efter Kgl. Hovrättens resolution har slitit ris för sin Blåkullafärd och trolldomsväsende bekänner nu ånyo att Nils Märet erkänner, har fuller först bedragit henne med sig till Blåkulla igen, då Satan henne tillsporde om hon återkommer till sig igen? Men sedan ridit allena mest 2 gånger om veckan, varit i säng med Satan, dock utan åkomma, fått smörjhorn av honom. Hon har och bedraget dess yngre bror till samma synd, har underliga affekter och läten på sig."
Hon blev en av dem som 16 april 1672 dömdes att avrättas: Stor-Märet Jonsdotter, 28 år; Lill-Märet Jonsdotter, 20 år; Kerstin Halvarsdotter, 32 år; Påls Märet Biörsdotter, 71 år, och Påls-Karin Biörsdotter. Av dessa fick Kerstin och Karin sina avrättningar uppskjutna, och det är oklart om de utfördes, men de övriga avrättades på Spångmyrholmen vid okänt datum någon gång före 25 september 1672. Lill-Märets två bröder benådades på grund av sin ålder med gatlopp.